# František Kriegel
František Kriegel (10. dubna 1908 Stanislaviv, Halič – 3. prosince 1979 Praha) byl československý lékař, politik Komunistické strany Československa, poúnorový poslanec Národního shromáždění ČSSR a Sněmovny lidu Federálního shromáždění. 
Stal se osobností pražského jara 1968, jediným členem československé delegace odvlečené do Moskvy, který odmítl podepsat Moskevský protokol, a jeden ze čtyř poslanců Národního shromáždění, kteří na podzim 1968 hlasovali proti přijetí smlouvy o „dočasném pobytu“ sovětských vojsk na území ČSSR. Po roce 1968 byl pronásledován. V prosinci 1976 se stal jedním z první trojice lékařů, kteří podepsali Chartu 77, spolu s Jiřinou Zelenkovou a profesorem Františkem Bláhou.

## Mládí
Narodil se 10. dubna 1908 v rodině haličských Židů Georga Kriegla († 1919) a Amalie Krieglové († 1934). Na konci 20. let odešel do Prahy, aby na zdejší německé univerzitě vystudoval lékařství. Od 10. prosince 1936 do 8. února 1939 bojoval jako šéflékař XI. Interbrigády a poté jako šéflékař 45. divize republikánské armády ve španělské občanské válce. Dosáhl zde hodnosti majora, ostatní komunisté-interbrigadisté na něj psali udání (posílané sovětskými poradci do Moskvy), kde ho obviňovali z trockistického frakcionářství. Po porážce republikánů odešel v únoru 1939 do Francie, kde byl až do 10. srpna 1939 internován na jihu Francie (nejprve v internačním táboře St. Cyprien, poté v Gurs sur Mers), odkud byl poté propuštěn.
Prostřednictvím Mezinárodního červeného kříže byl (ve skupině asi 20 lékařů, včetně dr. Bedřicha Kische, bratra komunistického novináře, spisovatele a dobrodruha Egona E. Kische) poslán jako lékař do Číny, od roku 1937 válčící s Japonskem. V Číně byl vyloučen z komunistické stranické organizace: kritizoval totiž stav čínské medicíny, protože v Číně byli kvalitní lékaři pouze z řad evropských, amerických a dalších křesťanských misionářů. V Číně se stal lékařem tankových jednotek Čankajškovy armády pod americkým velením, které bojovaly též v Indii a v Barmě (dnes Myanmar). V jedné z bitev s Japonci ošetřil sám asi 50 raněných spojeneckých vojáků. V čínských jednotkách bojovali také Američané, Britové a Barmánci.
Do ČSR se vrátil až na podzim 1945, po konci 2. světové války na Dálném východě a v Pacifiku (japonské kapitulaci 2. září 1945). Po návratu se stal organizačním tajemníkem pražského Krajského výboru KSČ, pravou rukou jeho politického tajemníka Antonína Novotného.
V srpnu 1948 se oženil s Rivou Friedovou, rozenou Lubeckou (1908–2001).
V únoru 1948 se jako organizační tajemník pražské organizace KSČ a politický zástupce velitele Lidových milicí (LM) Josefa Pavla (v letech 1968–1969 čs. ministra vnitra) aktivně podílel na komunistickém převratu. I v rámci tehdejší KSČ patřil ke skalním, tj. radikálním stalinistům. Navrhoval, aby LM měly vedle pušek také více samopalů a větší zásobu munice a aby měly (během puče v únoru 1948) pravomoc střílet, kdykoliv to uznají za vhodné.
Od května 1949 až do roku 1952 působil jako náměstek ministra zdravotnictví v komunistické vládě. Ve funkci se zastal významných lékařů (prof. Charváta, prof. Jonáše a dalších), aby mohli jako „buržoazní odborníci“ dál působit. Hrozilo jim totiž vyhození z práce v medicíně, případně zastavení odborného lékařského postupu. Po antisemitské čistce ve vedení strany byl z funkce roku 1952 odvolán. Přesto nebyl zatčen (i když ho StB vyšetřovala), zastal se ho totiž A. Novotný, který po pádu R. Slánského na podzim 1951 postoupil do nejvyššího vedení KSČ. Po odvolání z funkce náměstka čs. ministra zdravotnictví byl jako závodní lékař umístěn v Tatře Smíchov. Odsud byl po 3 měsících vyhozen. Kritizoval, že byli tehdy do výroby zařazováni zaměstnanci z kanceláří a z jiných oborů (zemědělství, doprava apod.). Ti se ve výrobě snadno zranili (pracovní úrazy) či onemocněli, což bylo příčinou velké absence. Do roku 1957 pracoval jako obvodní lékař, byl několikrát přeřazován jinam. V roce 1957 byl dekorován Řádem 25. února za svou aktivní účast v komunistickém převratu z února 1948 a následně byl vyznamenán Řádem rudé hvězdy a Řádem práce. V letech 1966–1969 pracoval ve Výzkumném ústavu revmatických chorob. Stal se tam primářem lůžkového oddělení a po obhájení kandidátské práce na VŠ získal titul kandidát věd (CSc.).

## Vrchol politické kariéry v 60. letech

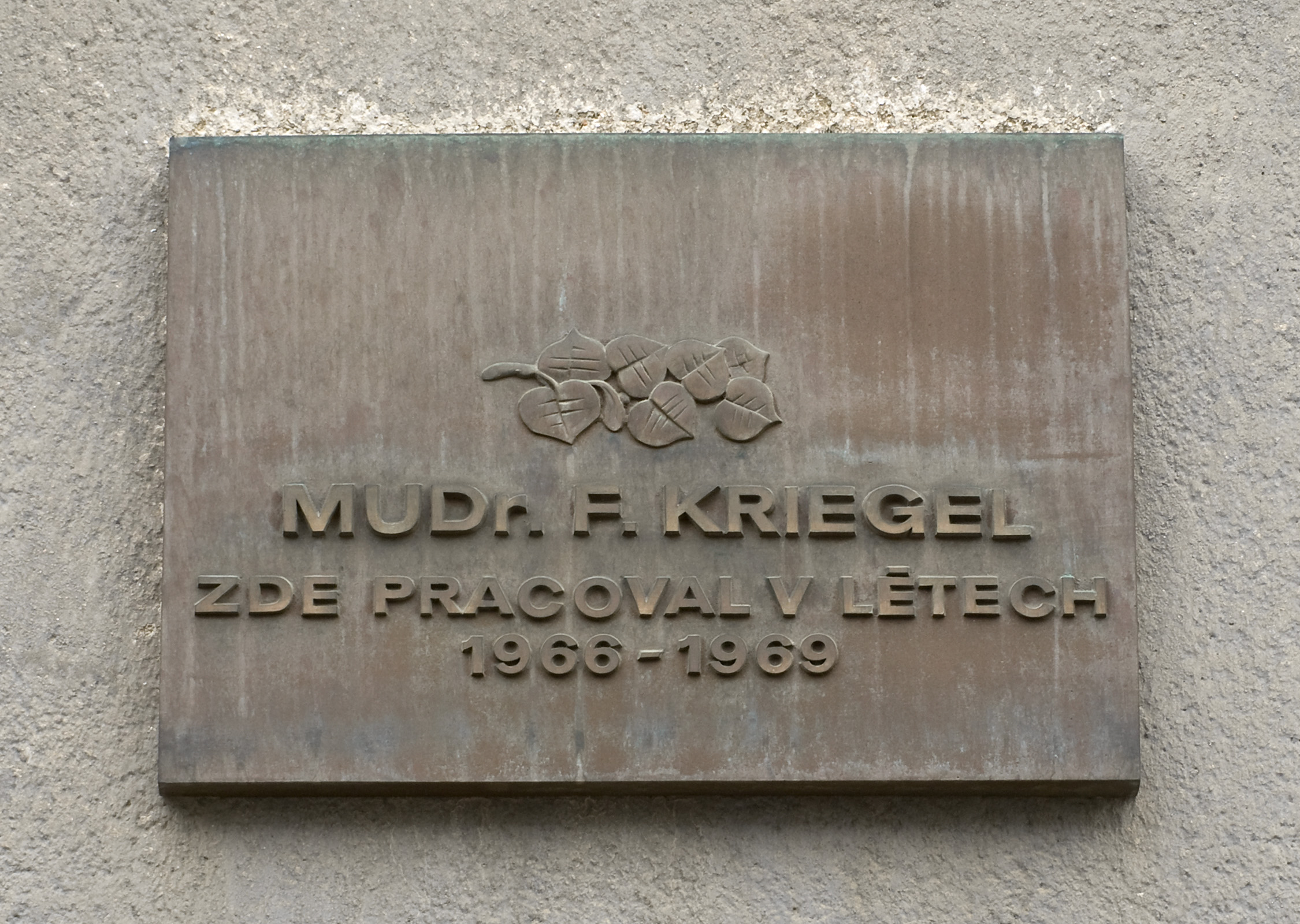
Pamětní deska ve Fakultní Thomayerově nemocnici

Na konci roku 1960 odjel jako poradce kubánské komunistické vlády F. Castra pomáhat organizovat kubánské zdravotnictví. Měl totiž zkušenosti s organizací celostátní zdravotní péče a jako bývalý interbrigadista hovořil španělsky. Na Kubě mj. prosadil plošné očkování dětí proti dětské obrně. Když se v roce 1963 vracel domů, tak toho roku zemřelo na dětskou obrnu na Kubě jediné dítě (které očkované nebylo). Také tam dal popud ke vzniku několika lékařských fakult a založil na Kubě několik odborných lékařských časopisů. Během pobytu ztratil iluze o Castrově režimu, soukromě popisoval F. Castra jako závislého na narkotikách, který cílevědomě zveličuje svůj vlastní význam a popisuje stav kubánské ekonomiky jako krachující.
V květnových volbách roku 1964 byl zvolen za KSČ do Národního shromáždění ČSSR za hlavní město Praha. V Národním shromáždění zasedal až do konce volebního období parlamentu v roce 1968. Stal se členem předsednictva Národního shromáždění a předsedou jeho zahraničního výboru.
K roku 1966 se profesně uvádí jako primář lůžkového oddělení Výzkumného ústavu chorob revmatických v Praze. V květnu 1966 ho XIII. sjezd KSČ zvolil za člena Ústředního výboru Komunistické strany Československa. Vysočanský sjezd KSČ v srpnu 1968 ho ve funkci potvrdil. V období duben–srpen 1968 byl i členem předsednictva ÚV KSČ. Dále pracoval jako primář (pravidelně ordinoval) a běžně do práce jezdil tramvají, což ho odlišovalo od ostatních komunistických funkcionářů jezdících výhradně služebními auty se služebním řidičem. Z Ústředního výboru Komunistické strany Československa byl vyloučen 30. května 1969. V dubnu 1968 se stal nejen členem předsednictva ÚV KSČ, ale i předsedou Ústředního výboru Národní fronty Čechů a Slováků. Jako předseda ÚV NF tvrdě odmítal činnost Klubu K-231 a KAN (Klubu angažovaných nestraníků) a jejich snahy, aby se spolu s obnovovanou soc. dem. stranou staly oficiální součástí politického systému v komunistické ČSSR.
F. Kriegel byl spolu s J. Smrkovským a A. Indrou členem delegace KSČ, která 23. května 1968 jednala se členy přípravného výboru pro obnovu sociální demokracie. Tříhodinové jednání skončilo neúspěšně, sám Kriegel myšlenku obnovy této strany odmítl. K dalšímu slíbenému jednání KSČ s PÚV ČSSD nedošlo.
| „                   | V srpnu 1968 se mi jednou dr. Kriegel přiznal, že od setkání se sovětským vedením v Čierné nemůže spát – stále musí myslet na to, v jakých primitivních rukou jsou osudy národů i celého lidstva… | “ |
| — František Janouch | |   |

Po invazi vojsk Varšavské smlouvy v srpnu 1968 byl spolu s dalšími vedoucími československými komunistickými politiky unesen do Moskvy, kde jako jediný člen československé delegace odmítl podepsat tzv. Moskevský protokol. Stal se pak nepřijatelným pro Sověty a již 31. srpna 1968 byl odvolán z předsednictva ÚV KSČ. Ztratil i post předsedy Národní fronty. Na podzim 1968 coby řadový poslanec hlasoval jako jeden z mála proti smlouvě o pobytu sovětských vojsk v ČSSR.
| „                                                           | Odmítl jsem podepsat tzv. Moskevský protokol. Odmítl jsem to proto, že jsem v tomto protokolu viděl dokument, který všestranně svazoval ruce naší republice. Odmítl jsem jej podepsat proto, že podepsání se dělo v ovzduší vojenského obsazení republiky, bez konzultace s ústavními orgány a v rozporu s cítěním lidu této země… Hlasoval jsem proti ratifikaci smlouvy o dočasném pobytu vojsk na našem území… Tato smlouva o dočasném pobytu vojsk na našem území postrádá základní náležitost řádné smlouvy, tj. dobrovolnost… Smlouva byla podepsána nikoliv perem, ale hlavněmi děl a samopalů… | “ |
| — František Kriegel, Projev na zasedání ÚV KSČ, podzim 1968 | |   |

Po federalizaci Československa usedl ještě roku 1969 do Sněmovny lidu Federálního shromáždění (volební obvod Praha 4 – Braník, Krč), kde ale setrval jen do října 1969, kdy byl zbaven poslaneckého mandátu.

## Život po roce 1969

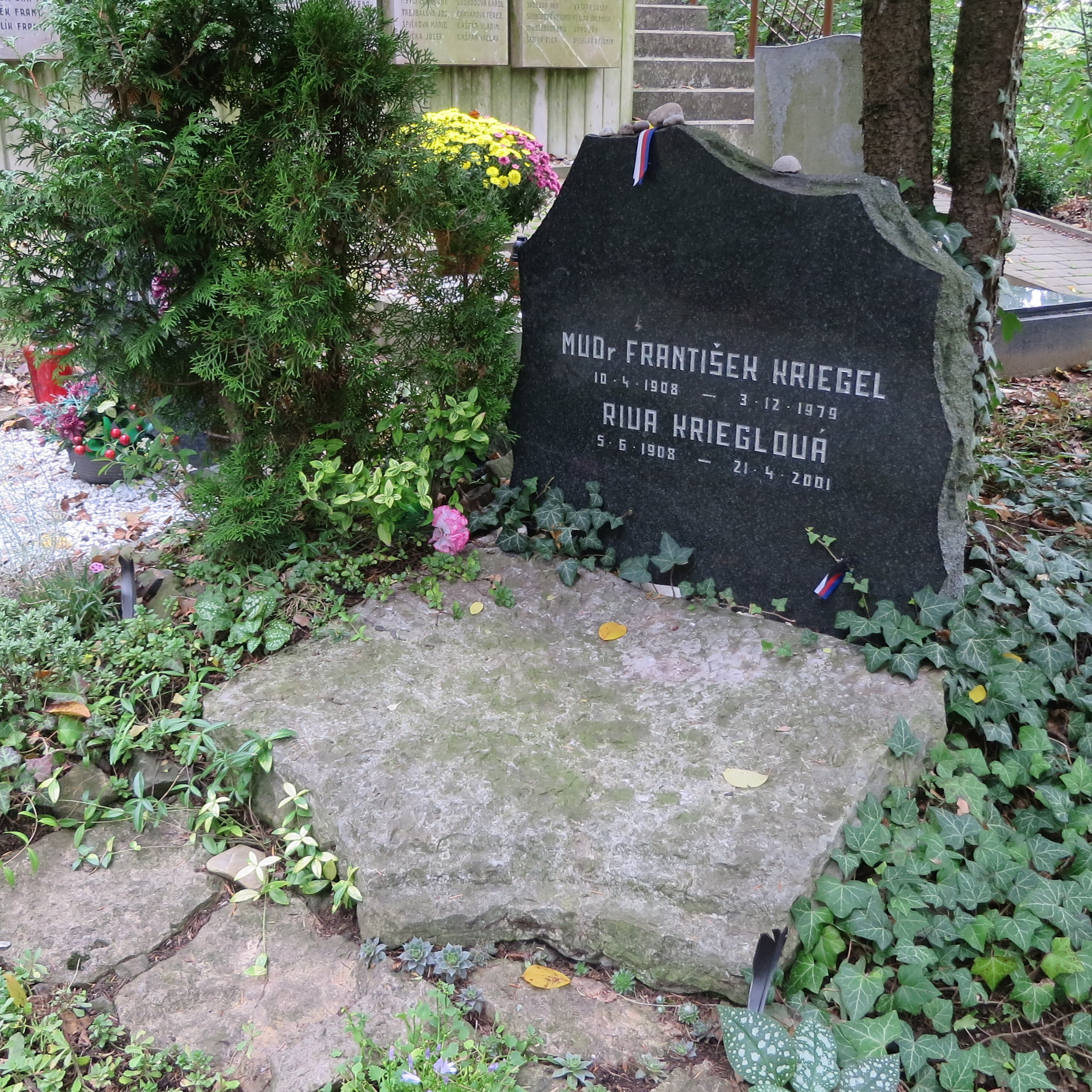
Hrob F. a R. Krieglových v Praze-Motole

30. května 1969 byl vyloučen z KSČ. Šlo o jeden z prvních případů vylučování z komunistické strany po nástupu Gustáva Husáka na post prvního tajemníka ÚV KSČ v dubnu 1969 – hlavní vlna čistek přišla až v roce 1970. V roce 1970 byl penzionován.

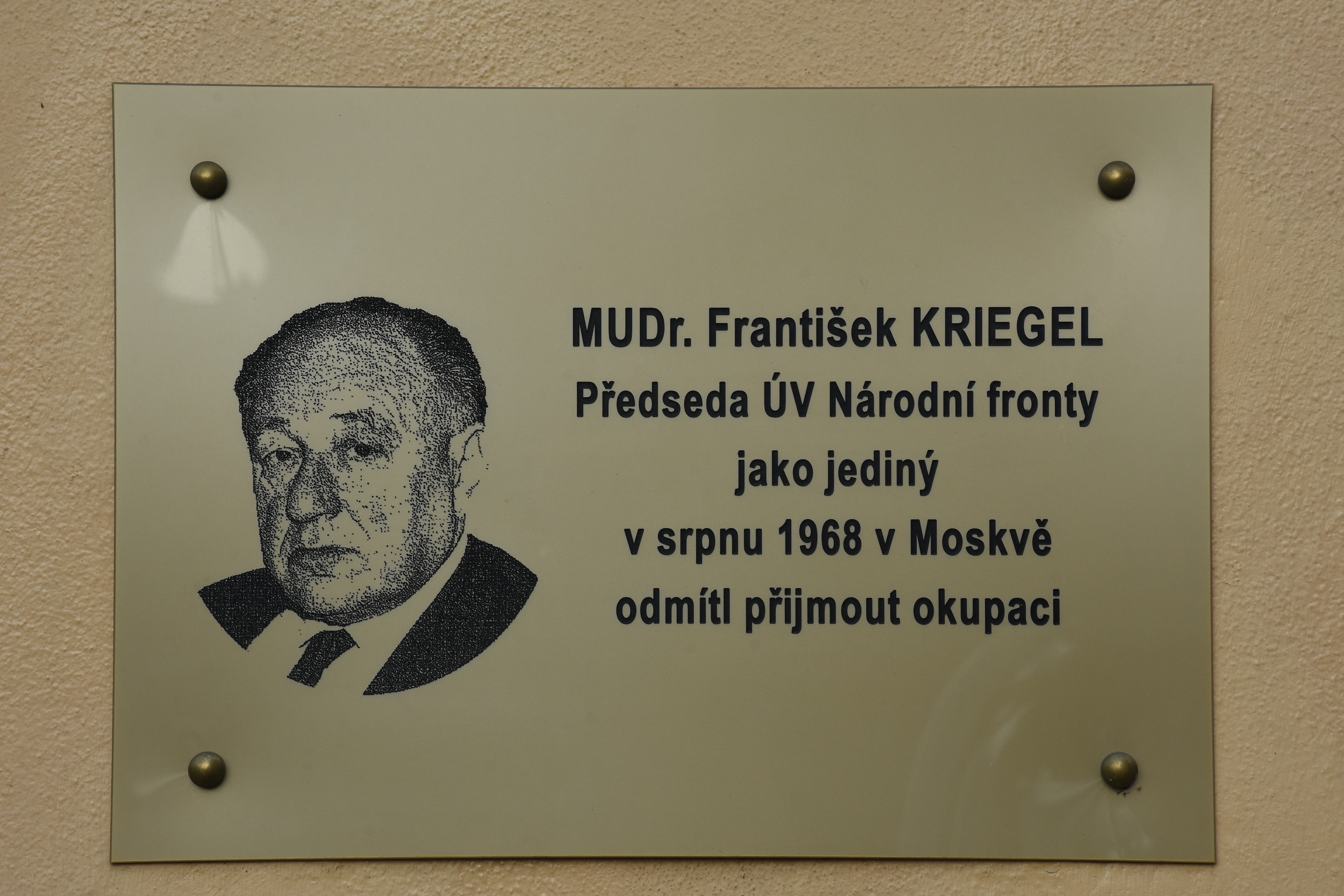
Pamětní deska F. Kriegla na adrese Škrétova 44/6, Praha 2

Patřil mezi první signatáře Charty 77. Po vzniku Charty 77 v lednu 1977 na něj bylo nasazeno několik tajných spolupracovníků StB. Nejvýznamnější byl historik Václav Hyndrák, který se s ním seznámil až po roce 1969. Hyndrák patřil mezi prvních 241 signatářů Charty 77, kterou podepsal už jako agent StB (krycí jméno Pramen).
Dne 18. září 1979 byl hospitalizován v nemocnici v Praze na Žižkově s infarktem, 3. prosince téhož roku na jeho následky zemřel. Komunistický režim znemožnil jeho veřejný pohřeb, aby se nestal protikomunistickou demonstrací. Pohřeb tak proběhl na nátlak StB už dva dny po smrti, a to v už 6 hodin ráno (byl zpopelněn bez obřadu v Motole). Charta 77 tehdy o tom vydala protestní prohlášení. Je pohřben spolu se svou manželkou Rivou Krieglovou (zemřela v roce 2001) na pražském Motolském hřbitově v blízkosti dnešního Památníku obětem komunismu.

## Ocenění
Na jeho počest byla Nadací Charty 77 v roce 1987 (na popud Františka Janoucha) zřízena Cena Františka Kriegla, která je každoročně udělována „za mimořádné zásluhy v boji za lidská práva a občanské svobody, národní nezávislost, suverenitu a demokracii“.
V roce 2015 ho prezident republiky Miloš Zeman vyznamenal in memoriam Řádem Tomáše Garrigua Masaryka I. třídy.
Na jeho počest byla po sametové revoluci pojmenována ulice na Mělníku pod gymnáziem.

### Obraz Františka Kriegela ve filmu
Po roce 1989 vzniklo několik filmů, které se zabývaly rokem 1968, které bylo klíčové jak pro stát, který František Kriegel zastupoval, tak pro Františka Kriegela samotného.
Interpreti:
| Zdeněk Černín | České století, režie Robert Sedláček (2014)         |
| Zdeněk Bureš  | Dubček, režie Laco Halama (2018)                    |
| Tomáš Töpfer  | Muž, který stál v cestě, režie Petr Nikolaev (2023) |